# Leonie Swann

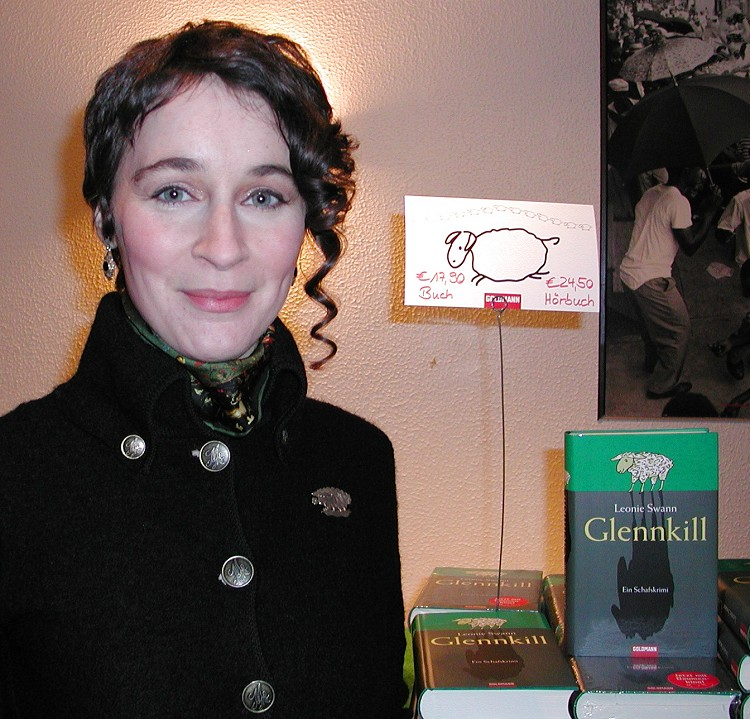
Leonie Swann (2006)

Leonie Swann (* 1975 in Dachau) ist das Pseudonym einer deutschen Krimiautorin.

## Leben
Leonie Swann studierte Philosophie, Psychologie und englische Literaturwissenschaft in München. Nach längeren Aufenthalten in Paris lebt sie derzeit in Berlin.
Ihr erster Roman Glennkill wurde mittlerweile über 1,5 Millionen Mal allein in Deutschland verkauft und in 30 Sprachen übersetzt. Im Juni 2010 erschien unter dem Titel Garou Swanns zweiter Roman, eine Fortsetzung von Glennkill, und im Mai 2017 erschien mit Gray ein Krimi, in dem ein Graupapagei aufklärend mitwirkt.

## Auszeichnungen
- 2006 Friedrich-Glauser-Preis der „Autorengruppe deutschsprachige Kriminalliteratur – Das Syndikat“ für Glennkill als Bester Erstlingsroman
- 2007 Buchliebling für das Hörbuch Glennkill

## Werke
- Glennkill: Ein Schafskrimi. Goldmann, München 2005, ISBN 3-442-30129-7.
- Glennkill als Hörbuch (5 CDs). Random House Audio, München 2005, ISBN 3-86604-009-1.
- Garou. Ein Schaf-Thriller. Goldmann, München 2010, ISBN 978-3-442-31224-5.
- Garou: ein Schaf-Thriller. Gelesen von Andrea Sawatzki. Random House Audio, 2010, (gekürzte Fassung, 5 CD, Lauflänge: 375 min), ISBN 978-3-8371-0223-9.
- Dunkelsprung: Vielleicht kein Märchen. Goldmann, München 2014, ISBN 3-442-31387-2.
- Gray. Goldmann, München 2017, ISBN 978-3-442-31443-0.
- Mord in Sunset Hall. Goldmann, München 2020, ISBN 978-3-442-31556-7.
- Miss Sharp macht Urlaub. Goldmann, München 2022, ISBN 978-3-442-31593-2.
- Tod in Mistletoe Manor. Goldmann, München 2024, ISBN 978-3-442-31714-1.